# Pieter den Besten
Pieter den Besten (Rotterdam, 15 februari 1894 - aldaar, 16 augustus 1972) was een Nederlandse beeldhouwer, tekenaar, boekbandontwerper, kunstschilder en grafisch ontwerper.

## Leven en werk
Den Besten werd opgeleid aan de Academie voor Beeldende Kunsten te Rotterdam. Hij was een leerling van Johannes Gerardus Heijberg, Alexander van Maasdijk en Ferdinand Oldewelt. In 1921, 22 en 23 ontving hij de Koninklijke Subsidie voor de Schilderkunst.

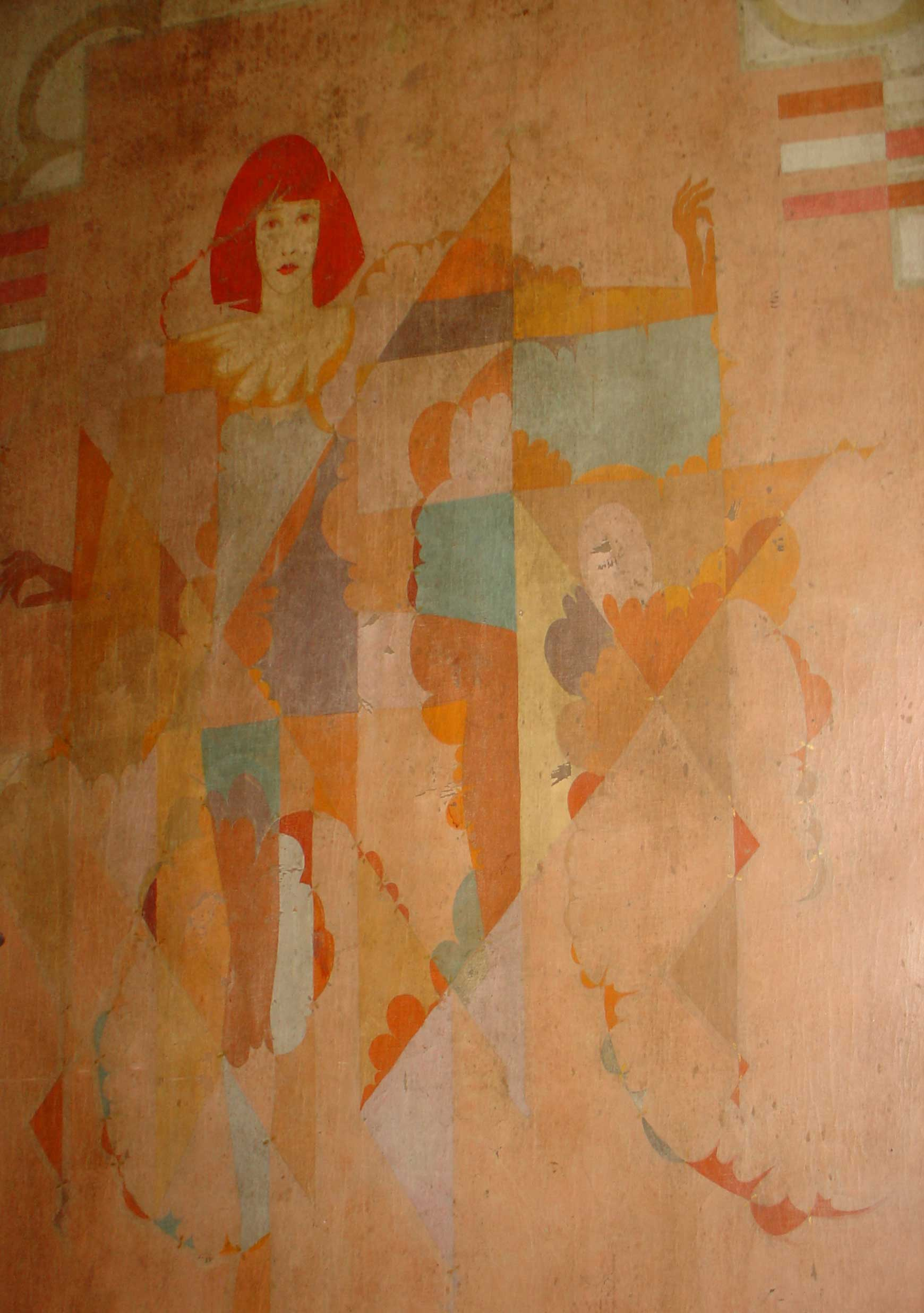
Detail van een wandschildering van Pieter den Besten in café Central te Gouda

Den Besten maakte wandschilderingen voor Tuschinski in Amsterdam, het Grand Theater Pompenburg in Rotterdam, café Central in Gouda en de Nieuw Amsterdam van de Holland-Amerika Lijn. Veel werk van Den Besten is in de loop der tijd verloren gegaan, onder meer bij het bombardement op Rotterdam. Zowel in Amsterdam als in Gouda was zijn werk jarenlang verborgen na verbouwingen. Na restauraties kwam het oorspronkelijke werk weer tevoorschijn. In Tuschinski betrof het afbeeldingen van achttien vrouwenfiguren en in Gouda dertien vrouwenfiguren in art-decostijl.
Den Besten was tevens grafisch ontwerper voor Van Nelle en kleuradviseur voor Sikkens. In 1964 ontving hij de Penning van de Leuve, ter gelegenheid van zijn zeventigste verjaardag.